# Montpelier
|  | Per a altres significats, vegeu «Montpelier (desambiguació)». |

Montpelier és la capital de l'estat de Vermont als Estats Units i seu del Comtat de Washington. És la cinquena ciutat més gran de l'estat i la capital federal més petita dels Estats Units.

## Població
- 7.828 habitants.

## Geografia
- Altitud: 160 metres.
- Latitud: 44º 15' 36" N
- Longitud: 72º 34' 32" O